# 第一次定海之战
第一次定海之戰是公元1840年（清道光二十年）7月，英国远征军攻打中國定海時与清军发生的一场战役，是鴉片戰爭全面爆發後的第一戰。这场战事以定海陷落、英军获胜告终，定海总兵张朝发、知县姚怀祥等先后殉国。此戰是鴉片戰爭中清朝第一次喪失領土的戰爭，它直接導致清朝道光皇帝對外政策的轉變:115。

## 背景
鴉片战争的远因是中国闭关政策导致中英两国发生外交冲突以及贸易失衡，近因是清政府贸然以强硬手段禁绝鸦片贸易触动了英国的根本利益和外交底线:100。英國外務大臣巴麥尊勳爵認為英僑繳出鴉片，無異於被迫納贖命金，因此要求中國與英國訂立貿易條約，以平等地位通商，或割讓一個小島給英國，使英僑能在其國家蔭庇下，安居樂業:319。為爭取上述要求，英國顯示實力，派遣遠征軍於1840年6月（道光二十年）開抵中國，鴉片戰爭（1840至1842年）至此全面爆發:319。海軍少將喬治·懿律（George Elliott）被任命爲全權公使，其堂弟查理·義律（Charles Elliot）則被任命爲副帥:181。

## 戰前態勢
1840年6月22日起，英國遠征軍海軍司令伯麥率领船艦從澳門一帶水域出發:156，包括軍艦16艘、武裝輪船4艘、運輸艦28艦、陸軍4,000人:61。英國的預定戰略是將壓力施於北方，迫使清政府早日屈服，因此英艦未攻廣州，只封鎖了口岸:61，隨即北上前往浙江:66。英軍此舉被中國人解讀為畏懼林則徐的設防:13，但實爲奉行英國政府的北上訓令:66。
占领舟山群岛是英军北上计划中的重要目标之一，其最大岛屿舟山岛，也是被英军认为是最适于作司令部的地方。舟山位於杭州灣東南，扼江蘇、浙江、福建三省海面，共有大小島礁200餘處，主島是中國第四大島。清初康熙帝時，由於對台灣鄭氏、三藩耿氏作戰需要，對舟山作出軍政兩項決策：軍事方面，在舟山設立了定海鎮，轄鎮標水師一營，共有軍兵2,600餘人；政治方面，設立定海縣，縣城在本島的南端。:157
6月30日，正在巡邏的定海水師發現南韭山島一帶的英軍艦隊，定海鎮總兵張朝發聞訊下令各營師船、兵弁、炮械在定海縣城以南的道頭一帶集結，命將統轄，自己則率領船隊出海:157。7月1日，張朝發見英軍艦隊乘風而行，自忖不敵，隨即折返，並向浙江巡撫烏爾恭額、閩浙總督鄧廷楨等人匯報:157。

## 作战过程
英軍原本的計劃是最先進攻舟山，但在此之前，福建廈門率先於7月2日響起炮火聲:159。6月30日，英國遠征軍總司令懿律和全權代表義律率領後續抵達的英軍北上舟山，準備與伯麥會合:156。7月2日途經廈門時，懿律和義律派一艘打著白旗的船艦前往廈門遞送英國外相巴麥尊的譯文公函，請求轉呈道光帝，但守將拒絕，英方更遭到射擊，顯然中國人未能理解白旗的含義:66:181。雙方遂起衝突，中國的炮台和軍營多處被毀，兵丁傷亡20餘人，英方亦有損失:61。閩浙總督鄧廷楨上奏道光帝指清兵戰勝，誇稱「所獲夷屍，……當場臠割，懸首炮台，共見共聞」:66。

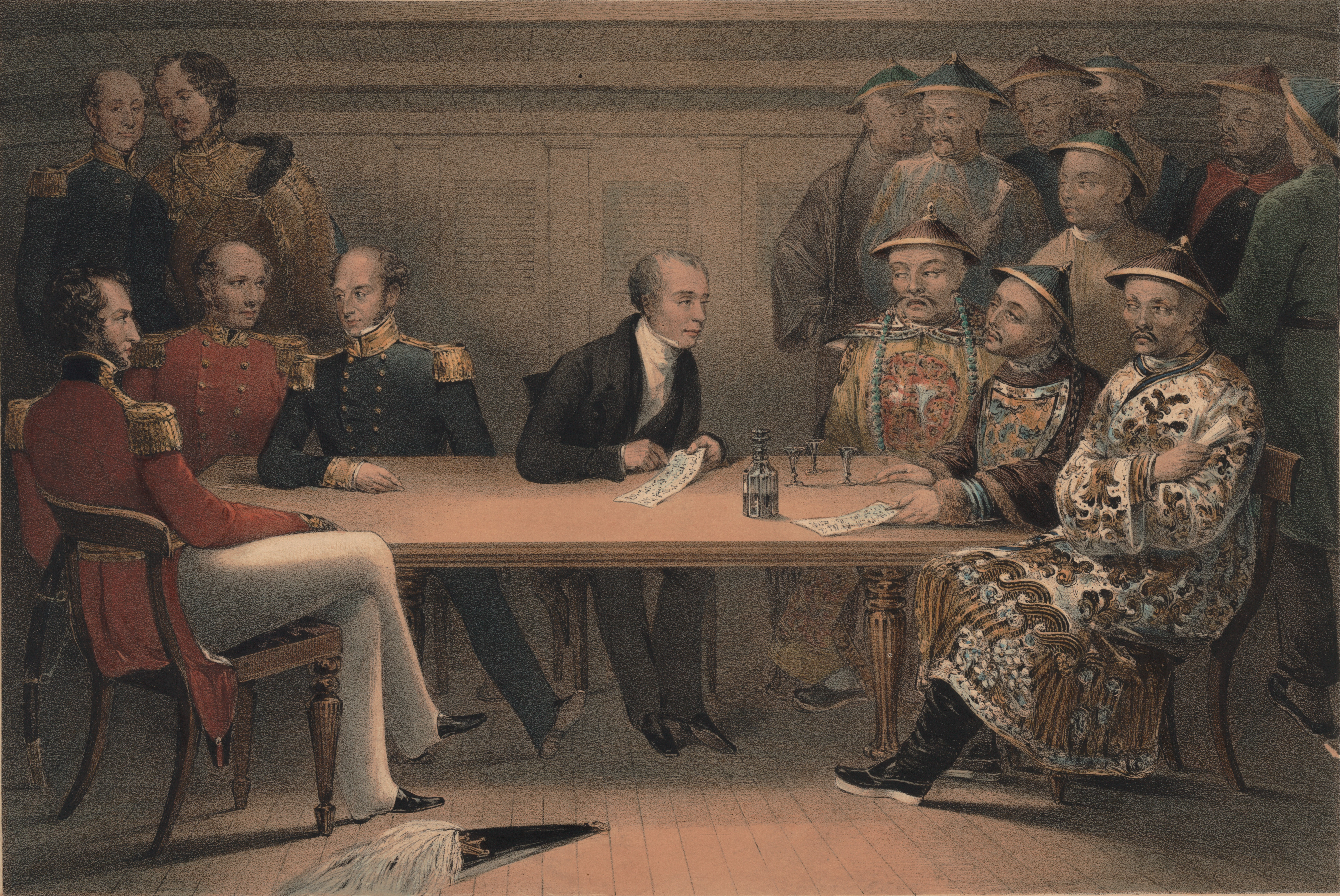
7月4日英軍司令伯麥（左三）與總兵張朝發（右三）、知縣姚懷祥（右ㄧ）在威厘士厘號上會面，郭士立（左四）擔任翻譯。

英艦繼續北上，於7月2日緩緩駛入定海道頭港:157。7月4日，英國海軍司令伯麥向定海守軍發出最後通牒，要求投降:158；定海知縣姚懷祥聞訊後，在官兵陪同下登上英軍旗艦威厘士厘号，見到了伯麥:158。據清朝文獻記載，伯麦向姚怀祥發出照會，要求将定海城池、炮台一律交出，限時「半個時辰」，即1小時；但據英方文獻，其本意是指6個小時:158。英方軍事秘書吉瑟林記下了姚氏說的一段話，儘管這段話不見於清方的奏摺:158：
|                  | 你們應把戰爭施加於民眾身上，而不是我們這些從未傷害過你們的人。我們看到了你們的強大，也知道對抗是瘋狂的行爲，但我們必須恪盡職守，儘管這樣做會招致失敗。:52 |
| ——定海知縣姚懷祥 | |

清方則記載，姚怀祥未有答覆英方的要求，他返城后立即与总兵张朝发召集文武官员商讨对策，一度在守城策略上发生争执，最后雙方决定水陆分守，张朝发将城外各营及水师齐集港口防堵，姚怀祥则率兵千余守城，二人相约死战：“在外者主战，战虽败不得入；在内者主守，守虽溃不得出。」

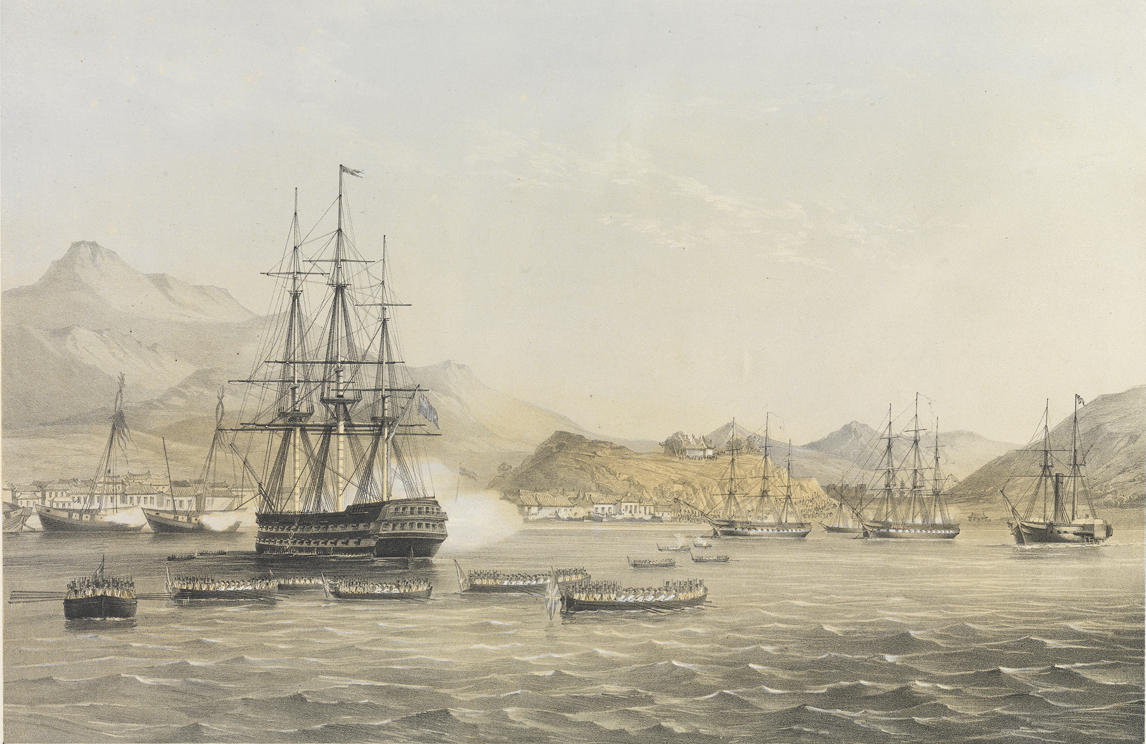
7月5日英舰砲擊定海，掩護準備登陸的英軍

姚懷祥會見伯麥後，英軍將進攻時間推遲了一天:158。7月5日下午2時，英軍開始進攻，僅用9分鐘便完全摧毀了清軍的兵船和岸炮:158；總兵張朝發在英軍第一波火炮攻擊中便中彈落水，後內渡鎮海而不治:159。英國陸軍在艦炮的掩護下，乘小船登陸道頭港，搶佔東側的東岳山，設置臨時炮兵陣地瞄準縣城，並向縣城攻擊前進，惟因天色已晚而停止進攻:158。翌日（6日）清晨，英軍再次進攻，至定海城門時，發現守軍早已在前夜潰逃:158-159。知縣姚懷祥見勢不利，投水自盡:159。

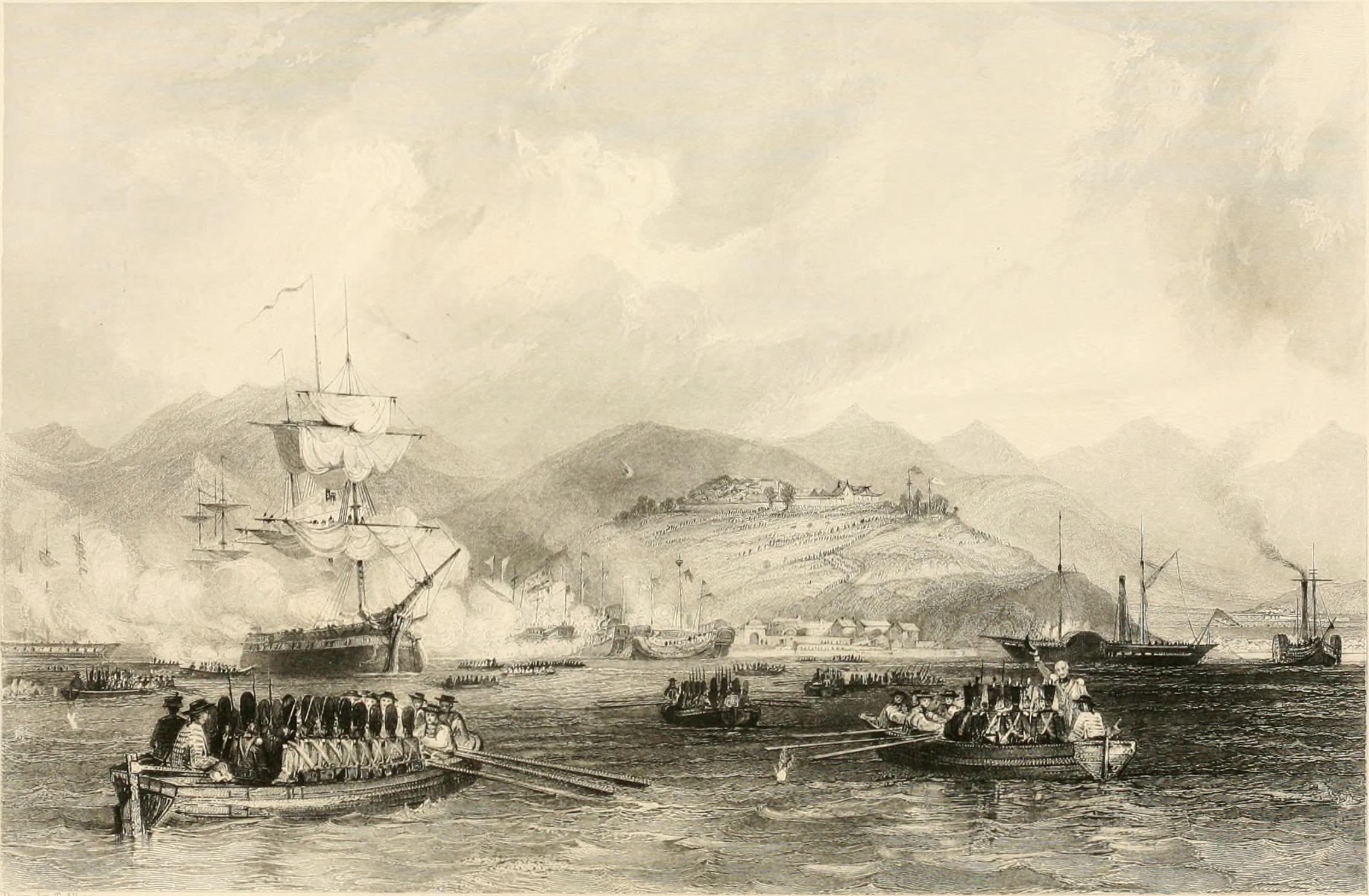
英軍攻陷定海

在這場戰役中，從未見過如此猛烈炮火的清朝士兵，大量臨陣潰逃:159。據清方戰後調查，參戰的1540名清兵中，戰死者僅13人，受傷13人；英軍方面則全無傷亡:159。

## 後續
第一次定海之战是鴉片戰爭中清朝第一次喪失領土的戰爭:115。清朝道光皇帝得知定海失陷後大爲震怒:165，他指責林則徐未能堵塞鴉片之弊卻又節外生枝:182。道光帝又命令沿海各省「加意防堵」，加強防務:165；又將浙江巡撫烏爾恭額革職，留營效力，調派鄧廷楨前往浙江主持軍務，並兼任浙江巡撫:166-167。
同時，英軍在寧波、鎮海再度嘗試投送巴麥尊的公函，但都被拒絕或退回，清朝官員聲稱不敢將該公函上呈，結果英方遲遲無法將公函交到清廷手中:182:160。英軍於是按原計劃封鎖了廈門、寧波、長江等重要出海口，繼續北上:159。8月，英軍直逼天津大沽口（白河口），道光帝批准直隸總督琦善收下了那封公函:169。
道光帝閱讀了巴麥尊的照會後完全改變了旨意，即由「主剿」變爲「主撫」:172，認爲「釁端」無法即時消弭，國家財富經不起消耗；並認爲英方旨在通商與訴冤，故只需替換林則徐等人並恢復貿易:176-179。他派出琦善與義律展開談判:62-63，英艦於9月離開白河南下:183。道光帝對琦善的外交手腕大爲贊賞，遂任命他爲欽差大臣:183，將林則徐、鄧廷楨革職。